# Плезентвил (филм)
Плезентвил је амерички филм из 1998, по жанру драма са елементима фантазије и комедије. Филм је први пут приказан 17. септембра 1998. у биоскопима на Новом Зеланду. Филм је режирао Гари Рос, који је написао и сценарио, а у главним улогама су Тоби Магвајер, Рис Видерспун, Марли Шелтон, Вилијам Х. Мејси, Џоун Ален, Џеф Данијелс, Пол Вокер, Џ. Т. Волш, Дон Нотс и Џејн Казмарек.
Ово је последњи филм који је снимио глумац Џ. Т. Волш, а први пут је приказан недуго након његове смрти. Филм је у Сједињеним Америчким Државама први пут приказан 23. октобра 1998. 

## Радња
Двоје тинејџера, рођених 1990, стицајем различитих околности доспевају у телевизијску серију сниману педесетих година двадесетог века. Живот им се мења у потпуности...

## Улоге
| Глумац           | Улога                 |
| ---------------- | --------------------- |
| Тоби Магвајер    | Дејвид                |
| Рис Видерспун    | Џенифер               |
| Вилијам Х. Мејси | Џорџ Паркер           |
| Џоун Ален        | Бети Паркер           |
| Џеф Данијелс     | Бил Џонсон            |
| Дон Нотс         | мајстор за телевизоре |
| Џејн Казмарек    | Дејвидова мајка       |